# Santo Antônio da Patrulha
Santo Antônio da Patrulha è un comune del Brasile nello Stato del Rio Grande do Sul, parte della mesoregione Metropolitana de Porto Alegre e della microregione di Osório.